# Витшток (аэродром)
Аэродром Витшток (Альт Дабер) (нем. Wittstock) — военный аэродром, расположенный вблизи одноименного города Витшток (Доссе) земли Бранденбург, Германия.

## История

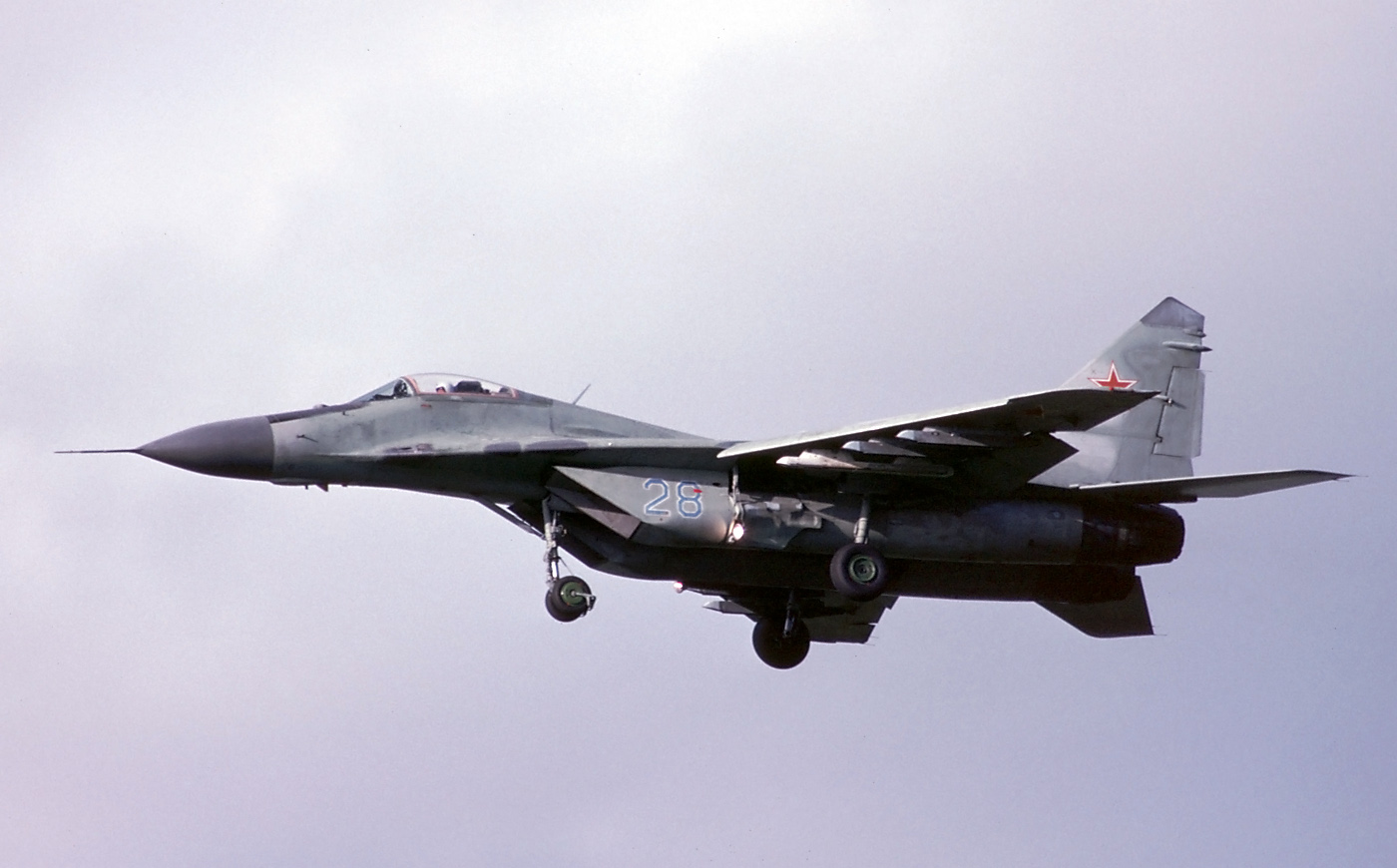
Посадка МиГ-29 из состава 33-го иап на аэродром Витшток

Лётное поле использовать как аэродром с 1934 г. Фактическое оборудование летного поля как аэродрома для Люфтваффе происходило в период с 1938 по 1940 г. На аэродроме размещались различные подразделения Люфтваффе до конца войны. С 3 мая 1945 года аэродром был занят советскими войсками и использовался для размещения различных частей ВВС Советской армии. На аэродроме базировался штаб и управление 1-го гвардейского истребительного авиационного корпуса в период с 1946 по 1947 г., а с 1947 года по май 1988 года — 3-го истребительного авиационного Никопольского орденов Суворова и Кутузова корпуса.
На аэродроме базировались:
- 269-я истребительная авиационная дивизия — штаб и управление дивизии (с мая 1945 года по июнь 1945 года):
  - 42-й гвардейский истребительный авиационный полк в период с 3 мая по конец мая 1945 года. Самолеты: Як-9У;
  - 287-й истребительный авиационный полк в период с мая по июнь 1945 года. Самолеты: Як-3;
  - 845-й истребительный авиационный полк в период с мая по июнь 1945 года. Самолеты: Як-3;
- 2-я гвардейская штурмовая авиационная дивизия — штаб и управление дивизии (с мая 1945 года по конец 1945 года);
- 484-й истребительный авиационный полк в период с июля 1945 года по май 1946 года. Самолеты: Як-9;
- 19-й гвардейский истребительный авиационный полк[1][2]16-й гвардейской истребительной авиационной дивизии в период с октября 1956 года по 10 июля 1960 года. Самолеты: МиГ-15бис; МиГ-17Ф;
- 19-й гвардейский истребительно-бомбардировочный авиационный полк[1][3] 125-й авиационной дивизии истребителей-бомбардировщиков в период с 10 июля 1960 года по сентябрь 1961 года. Самолеты: МиГ-15бис; МиГ-17Ф;
- 33-й истребительный авиационный полк[1][4] 16-й гвардейской истребительной авиационной дивизии в период с сентября 1961 года по 7 апреля 1994 года. Самолеты: МиГ-19С, ПФУ (1961—1969); МиГ-21 Ф, ПФ, ПФМ, ПФМА, С, СМ, СМТ (1961—1983); МиГ-23 М, МЛ (1978—1985); МиГ-29 (с декабря 1985 года).

В последние годы аэродром использовался в качестве гоночной трассы и для различных мероприятий. В декабре 2011 был на аэродроме была размещена фотоэлектрическая установка мощностью 67,8 МВт для производства электроэнергии.

## Происшествия
- 15 сентября 1993 г. Авария самолета МиГ-29 из состава 33-го иап.. Летчик — майор Стариков Николай. Обстоятельства — резкая потеря высоты и столкновение с землей в ходе выполнения учебно-тренировочного полета. Летчик катапультировался 8 км северо-западнее Виттштока (земля Бранденбург, Германия).